# Don Swayze
Donald Carl Swayze, ou "Don Swayze", (Houston, Texas, 10 de agosto de 1958) é um ator estadunidense. Don é irmão mais novo do falecido ator e dançarino Patrick Swayze.

## Biografia
Don Swayze nasceu em Houston, Texas, é o filho do meio de Patsy Yvonne Helen e Jesse Wayne Swayze. Tem uma irmã adotiva chamada Bora Song (apelidado de Bambi). Ele é primo sobrinho  em sexto grau, do comentarista John Cameron Swayze, e um parente do célebre soldado da revolução do Texas Henry Karnes.
Swayze tem uma filha, Danielle (nascida em 1988), com sua ex-esposa Marcia. Don é um pára-quedista e ávido ciclista e corredor de Mountain Bike cross-country em seu tempo livre.

## Carreira
- Em 2013 estrelou o filme " The Appearing ".
- Em 2010, Swayze co-estrelou em seis episódios em um papel recorrente como Gus, um lobisomem, ns série da HBO "True Blood". Ele era coronel Sherman Rutherford em Film Noir ocidental híbridos chamados pagãos e ladrões. Atualmente este filme está em pós-produção.
- Seu trabalho no cinema inclui uma aparição como dançarino no filme de 1980 Urban Cowboy, como Ruben no filme, Pai de Charlie, e como Mark no filme Shy People. Ele também estrelou como o courier James Bonham em "Alamo O Preço da Liberdade", um filme IMAX filmado em San Antonio, Texas.
- Trabalho do ator de televisão inclui aparições em vários Murder She Wrote', NYPD Blue, Days of Our Lives, NCIS, bem como dezenas de outros programas.
- Swayze teve um papel como um homem com deficiência mental suspeito de assassinato em um episódio do drama de televisão Matlock.
- Fez várias aparições no drama da HBO Carnivàle, bem como Criminal Minds, especificamente os episódios "The Big Game" e "Revelations", no qual interpretou Charles Hankel, o pai e a personalidade alternativa de serial killer Tobias Hankel. Em Cold Case, Swayze fez o adulto Grant Hall.
- Em 2001, Don esteve no palco como Pedro em "Man of La Mancha" no Simi Valley Cultural Arts Center.
- Em 2005, ele interpretou Roy em "Lone Star" no Beverly Hills Playhouse.
- Sua produção teatral mais recente foi no outono de 2011. Onde estrelou com Anne Archer em uma peça de teatro original chamado "Jane Fonda: No Tribunal de Opinião Pública", no Teatro Edgemar em Santa Monica, Califórnia. Ele interpretou o sargento do exército Don Simpson (aposentado), um veterano ferido da Guerra do Vietnã.